# Handebol do Clube de Regatas do Flamengo
O Handebol do Clube de Regatas do Flamengo é o departamento de handebol, tanto masculino quanto feminino, do Clube de Regatas do Flamengo, sediado no Rio de Janeiro.
Atualmente inativo, foi uma potência no final dos anos 1970 e início dos 1980.

## História
No Brasil, o Handebol surgiu em 1930, sendo trazido da Europa. Em 1973, a antiga CBD promove o I Campeonato Brasileiro Juvenil e em 1974 o I Campeonato Brasileiro Adulto. 
Por conta disso, o handebol chegou à Gávea na segunda metade dos anos 70, com o clube oferecendo escolinhas e competindo nas categorias mirim, infantil, cadete, juvenil, júnior e adulto, tanto no naipe masculino, quanto no feminino.
Sob o comando do coordenador e técnico Leoni Nascimento, o Flamengo foi muito forte no handebol no final dos anos 1970 e início dos 1980. O clube disputou seu primeiro Campeonato Estadual em 1977, e conquistou os Estaduais Adulto Masculino de 1977, 1978, 1979 e 1980, além de títulos de menor expressão. À época, a equipe chegou até a excursionar pela Europa. Dentre os jogadores, Colin Turnbull e Pedro Cardoso defendiam ambos não só a seleção brasileira masculina deste esporte, como também a de rugby union.
Em 1984, o Flamengo desfiliou-se da FHERJ e o departamento de handebol foi desativado no clube.
Em novembro de 1992, o Flamengo volta a disputar o Handebol, de novo com Leoni Nascimento no comando. A equipe rubro-negra aplicou a maior goleada da história do Estadual: 79 a 11 no Teresópolis. Em 1993, sagrou-se campeão estadual, do Rio-São Paulo, e brasileiro masculino da segunda divisão. O clube disputou também torneios de beach handball.
Em 1994, porém, projeto se encerrou novamente, e o departamento de handebol foi mais uma vez desativado no clube. 
Em 2000, impulsionado pela rivalidade com o Vasco da Gama, o Flamengo voltou a disputar competições de Handebol. O Mengou terminou o Estadual em segundo lugar, perdendo a final para o Vasco da Gama, e o Campeonato Brasileiro em terceiro.

## Estatísticas
- 1977 – 17 Jogos, 14 vitórias, 02 empates, 01 derrota, 309 gols e 198 gols contra
- 1978 – 20 jogos, 19 vitórias, 00 empates, 01 derrota, 346 gols e 220 gols contra
- 1979 – 15 jogos, 14 vitórias, 00 empates, 01 derrota, 339 gols e 198 gols contra
- 1980 – 14 jogos, 10 vitórias, 00 empates, 04 derrotas, 247 gols e 214 gols contra
- 1981 – 23 jogos, 17 vitórias, 01 empate, 05 derrotas, 536 gols e 347 gols contra
- 1982 – 15 jogos, 11 vitórias, 01 empate, 03 derrotas, 340 gols e 230 gols contra
- 1983 – 16 jogos, 10 vitórias, 01 empate, 05 derrotas, 348 gols e 247 gols contra
- 1992 – 15 jogos, 11 vitórias, 00 empates, 04 derrotas, 429 gols e 135 gols contra
- 1993 – 37 jogos, 29 vitórias, 02 empates, 06 derrotas, 1046 gols e 755 gols contra

## Conquistas
| - 1977 – Campeonato Estadual, Torneio Masters - 1978 – Campeonato Estadual (2), Torneio de Santos, Torneio Masters - 1979 – Campeonato Estadual (3), Torneio Sul-Minas, Torneio Vermelho e Preto - 1980 – Campeonato Estadual (4), III Torneio Internacional de São Paulo - 1993 – Campeonato Estadual (5), Torneio Rio-São Paulo, 2ª Divisão do Brasileiro - 1994 – Torneio de Cabo Frio | Handebol de Praia - 1993 – Campeão Estadual de Praia (trofeu Torneio de Praia). |

Campanhas de destaque
- 1981 – Vice-Estadual, 4º lugar na Taça Brasil
- 1982 – Vice-Estadual e vice no Torneio Masters
- 1983 – Vice-Estadual
- 1984 – Vice-Estadual
- 1993 – 5º na Taça Brasil
- 2000 - 3º na Liga Nacional